# Ћуковац (Кнежево)
Ћуковац је насељено мјесто у општини Кнежево, Република Српска, БиХ. Према попису становништва из 1991. у насељу је живјело 152 становника.

## Становништво
| Демографија (Чуковац) | Демографија (Чуковац) | Демографија (Чуковац) |
| Година                | Становника            | Становника            |
| --------------------- | --------------------- | --------------------- |
| 1961.                 | 188                   |                       |
| 1971.                 | 177                   |                       |
| 1981.                 | 170                   |                       |
| 1991.                 | 152                   |                       |